# Louis Margueritte
Pour les articles homonymes, voir Margueritte.
Louis Margueritte, né le 10 septembre 1984 à Paris, est un haut fonctionnaire et homme politique français. Membre de Renaissance (RE), il est député de la 5e circonscription de Saône-et-Loire  de juin 2022 à juin 2024.

## Biographie
Il entre à l'École polytechnique (X2004), puis dans le Corps de contrôle des assurances (aujourd'hui rattaché au Corps des mines).

## Carrière
Louis Margueritte travaille à l'Autorité de contrôle prudentiel et de résolution (ACPR) de 2010 à 2013, puis à la Direction du Trésor (Bercy) de 2013 à fin 2020. En amont de la primaire de la droite et du centre de 2016, il soutient Alain Juppé au sein des Républicains. En janvier 2021, il est nommé directeur de cabinet du ministre des PME Alain Griset ; lors de la démission de celui-ci pour raisons judiciaires fin 2021, il reste directeur adjoint du cabinet du ministre de l'Économie Bruno Le Maire.
Élu député dans la 5e circonscription de Saône-et-Loire lors des élections législatives de 2022, sous l'étiquette Ensemble, il est battu en 2024. Après un retour à son corps d'origine pendant six mois, il est nommé le 30 décembre 2024 directeur adjoint du cabinet du Premier ministre François Bayrou. Lors de l'élection législative partielle organisée en 2025 à la suite de l'annulation des résultats dans la circonscription par le Conseil constitutionnel, Louis Margueritte se présente en tant que suppléant de Marie-Claude Jarrot, candidate Horizons.